# والدو أ. إيفانز
والدو أ. إيفانز (بالإنجليزية: Waldo A. Evans)‏ هو ضابط أمريكي، ولد في 1869 في إنديانابوليس في الولايات المتحدة، وتوفي في 15 أبريل 1936 في دي موين في الولايات المتحدة.